# Memphis laertias
Memphis laertias är en fjärilsart som beskrevs av Jacob Hübner 1819. Memphis laertias ingår i släktet Memphis och familjen praktfjärilar. Inga underarter finns listade i Catalogue of Life.